# Igor Ovadis
Igor Ovadis est un acteur, metteur en scène, auteur et professeur d'art dramatique québécois né le 25 mai 1952 à Kiev en Ukraine. Depuis 1992, il est professeur au Conservatoire d'art dramatique de Montréal.

## Biographie
Igor Ovadis naît le 25 mai 1952 à Kiev en république socialiste soviétique d'Ukraine alors intégrée à l'Union des républiques socialistes soviétiques,.
De 1969 à 1973, il étudie à l'École supérieure d'art dramatique, de musique et de cinéma de Léningrad (Saint-Pétersbourg) en Russie où, en 1975, soit deux ans après la fin de ses études, il commence à enseigner auprès de son maître, Zinovy Korogodski. Il joue, monte des spectacles et enseigne l'art dramatique pendant 20 ans dans les théâtres et les écoles de théâtre de Léningrad et de Moscou. Il devient le directeur artistique du théâtre d’essai Cinquième étage qu'il assume pendant 10 ans.
En 1990, il émigre au Québec et s'installe à Montréal où, l'année suivante, il est chargé de cours de théâtre à l'Université du Québec à Montréal. En 1992, il commence sa longue carrière de plus de 30 ans à titre de professeur au Conservatoire d'art dramatique de Montréal. Il enseigne également à l'École nationale de théâtre du Canada (1993), à Cinéspec (1994), dans les ateliers de théâtre au Centre culturel de St-Eustache (1995) et au Festival international de théâtre amateur de Victoriaville (1993-1995).
Entre-temps, en plus de monter sur les planches et de faire des mises en scène, il développe son jeu d'acteur au cinéma et à la télévision. En 1996, il incarne Cosmos dans le film du même nom, chauffeur de taxi et personnage central autour duquel se déroule plusieurs histoires en parallèle. En 2011, il joue le rôle du père de David dans le film Starbuck. À la télévision, il est le psychologue dans la série Minuit, le soir et le juge Cameron dans la sixième saison d'Unité 9.

## Théâtre
- 2008 : Dangerous Liaisons de Christopher Hampton, mise en scène d'Alexandre Marine (en), Centre Segal des arts de la scène[3] : le majordome
- 2009 : Le Songe d'une nuit d'été de William Shakespeare, mise en scène de Serge Mandeville, Absolu Théâtre, salle Fred-Barry du Théâtre Denise-Pelletier[4] : Lecoin, Égée
- 2010 : Cendres, adaptation de Terre et Cendres d'Atiq Rahimi, mise en scène de Jérémie Niel, Pétrus, Théâtre Rouge du Conservatoire d'art dramatique[5] : le gardien
- 2012 : Leçon d'hygiène, bestialités et mets canadiens, texte et mise en scène de Michel Monty, Transthéâtre, Théâtre La Chapelle[6] : Igor, livreur de pizzas
- 2012 : La Guerre, texte et mise en scène de Sébastien Dodge, Théâtre de la Pacotille, Théâtre d'Aujourd'hui[7] : rôles multiples
- 2013 : La Cerisaie d'Anton Tchekhov, mise en scène d'Alexandre Marine, Théâtre du Rideau vert[8] : Firs
- 2018 : Hamster de Marianne Dansereau, mise en scène de Jean-Simon Traversy, production Le Crachoir, théâtre La Licorne[9] : homme qui passe la balayeuse sur sa pelouse
- 2018 : Chapitres de la chute de Stefano Massini, mise en scène de Catherine Vidal et Marc Beaupré, Théâtre de Quat'Sous[10] : rôles multiples
- 2019 : L'Énéide, texte inspiré du poème de Virgile et mise en scène d'Olivier Kemeid, Théâtre de Quat'Sous[11] : Anchise, le père d'Énée
- 2020 : L'Inframonde de Jennifer Haley (en), mise en scène de Catherine Vidal, Théâtre La Bête humaine, La Petite Licorne[12] : Martin
- 2022 : Sainte-Marie-la-Mauderne de Ken Scott, mise en scène de Frédéric Blanchette, Encore Spectacle, Théâtre Gilles-Vigneault[13] : Richard
- 2022 : Mama de Nathalie Doummar, mise en scène de Marie-Ève Milot, Théâtre Jean-Duceppe[14] : Marco

## Filmographie

### Cinéma
- 1996 : Cosmos de Jennifer Alleyn, Manon Briand, Marie-Julie Dallaire, Arto Paragamian, André Turpin et Denis Villeneuve : Cosmos, le chauffeur de taxi
- 2001 : L'Ange de goudron de Denis Chouinard : Ruffolo
- 2004 : Littoral de Wajdi Mouawad : employé de l'hôtel
- 2008 : Truffe de Kim Nguyen : ouvrier
- 2011 : French Kiss de Sylvain Archambault : Otto
- 2011 : Starbuck de Ken Scott : père de David
- 2013 : Les Interdits de Philippe Kotlarski et Anne Weil : M. Dutkin
- 2014 : Le Prodige d'Edward Zwick : libraire russe
- 2015 : Natasha (en) de David Bezmozgis : Fima, oncle de Bella
- 2015 : Anna de Charles-Olivier Michaud (en) : Igor
- 2017 : Le Trip à trois de Nicolas Monette : Darius Polakova
- 2018 : Le Projet Hummingbird de Kim Nguyen : Leon Zaleski
- 2019 : Fabuleuses de Mélanie Charbonneau : Me Boulay
- 2019 : Jouliks de Mariloup Wolfe : Obrane

### Télévision
- 1997 : Ces enfants d'ailleurs : contremaître russe
- 1999 : Le Polock : Wladyslaw Gòrski
- 2003 : Les Aventures tumultueuses de Jack Carter : Gustaf Tavarof
- 2005-2007 : Minuit, le soir : le psychologue
- 2009 : Le Dernier Templier (2 épisodes) : homme plus âgé dans l'avion
- 2011 : Penthouse 5-0 : Igor
- 2014 : Au secours de Béatrice (1 épisode) : Victor le clochard
- 2016 : Dufard : Gustave
- 2017 : L'Imposteur (saison2 épisode 9 - L'Ami de Québec) : le concierge
- 2021 : L'Heure bleue : Demyan Klimenko
- 2025 : Empathie : Anton Koskov «Costco»

### Séries Web
- 2010 : Temps mort : Gérard
- 2017 : Polyvalente : l'enquêteur Igor Stravinsky
- 2018 : L'Écrivain public : Tony